# Marius Copil
Marius Copil (* 17. října 1990 v Aradu) je rumunský profesionální tenista hrající na okruhu ATP Tour a ATP Challenger Tour a člen Daviscupového týmu Rumunska. Marius Copil je známý svým silným podáním.

## Kariéra

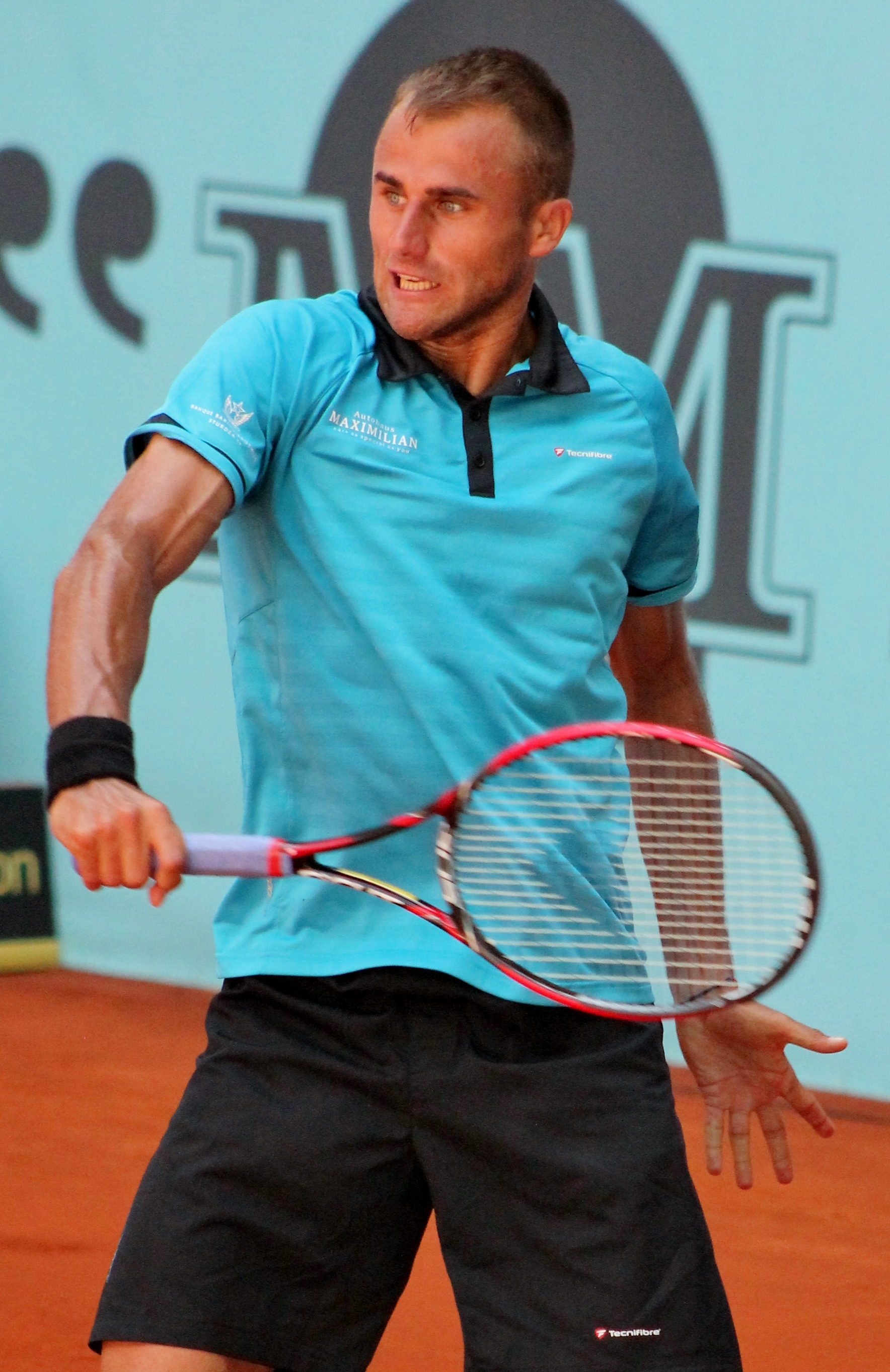
Marius Copil v roce 2014

### 2009
V září 2009 se Copil na divokou kartu do 2009 BCR Open Romania, kde v prvním kole porazil svého krajana Viktora Crivoiho, ale ve druhém kole prohrál se Španělem Rubénem Ramírezem Hidalgem.

### 2010
V květnu 2010 vybojoval Copil své první finále ATP Challenger Tour v Trofeo Paolo Corazzi. Na své cestě do finále zvítězil ve třech setech proti Australanovi Bernardovi Tomicovi v semifinále.

### 2011
Rok 2011 začal pro Maria Copila dobře. Dosáhl druhého finále v ATP Challenger Tour. Ve finále zvítězil proti 4. nasazenému Němci Andreasi Beckovi v přímých setech.

### 2012
Copil porazil Marina Čiliće (ve světovém žebříčku tehdy na 13. místě) v prvním kole na China Open v Pekingu.
2015
V 's-Hertogenbosch Copil porazil Jarkka Nieminena a Guillerma García-Lópeze, čímž dosáhl čtvrtfinále. Na Australian Open zaznamenal nejrychlejší servis v Grand Slamu – 242,0 km/h.

### 2018
Copil dosáhl finále na Sofia Open, kde prohrál s Mirzou Bašićem. Bylo to jeho první finále na úrovni ATP World Tour.

## Finále na okruhu ATP Tour
| Legenda                     |                          |
| D – dvouhra; Č – čtyřhra    | D – dvouhra; Č – čtyřhra |
| --------------------------- | ------------------------ |
| Grand Slam (0)              |                          |
| Turnaj mistrů (0)           |                          |
| ATP Tour Masters 1000 (0)   |                          |
| ATP Tour 500 (0–1 D)        |                          |
| ATP Tour 250 (0–1 D; 1–0 Č) |                          |

### Dvouhra: 2 (0–2)
| Stav      | č. | datum      | turnaj             | povrch    | soupeř ve finále | výsledek                |
| --------- | -- | ---------- | ------------------ | --------- | ---------------- | ----------------------- |
| Finalista | 1. | únor 2018  | Sofia, Bulharsko   | tvrdý (h) | Mirza Bašić      | 6–7(6–8), 7–6(7–4), 4–6 |
| Finalista | 2. | říjen 2018 | Basilej, Švýcarsko | tvrdý (h) | Roger Federer    | 6–7(5–7), 4–6           |

### Čtyřhra: 1 (1–0)
| Stav  | č. | datum      | turnaj             | povrch | spoluhráč    | soupeři ve finále           | výsledek          |
| ----- | -- | ---------- | ------------------ | ------ | ------------ | --------------------------- | ----------------- |
| Vítěz | 1. | duben 2015 | Bukurešť, Rumunsko | antuka | Adrian Ungur | Nicholas Monroe Artem Sitak | 3–6, 7–5, [17–15] |

## Finále ATP Challenger Tour

### Dvouhry: 12 (3–9)
| Legenda                   |
| ------------------------- |
| ATP Challenger Tour (3–9) |

| Výsledek | Č.  | Datum              | Turnaj                   | Povrch    | Soupeř           | Výsledek            |
| -------- | --- | ------------------ | ------------------------ | --------- | ---------------- | ------------------- |
| Prohra   | 1.  | 23. května 2010    | Cremona, Itálie          | Pevný     | Denis Gremelmayr | 4–6, 5–7            |
| Výhra    | 2.  | 6. února 2011      | Kazaň, Rusko             | Pevný (i) | Andreas Beck     | 6–4, 6–4            |
| Prohra   | 3.  | 5. února 2012      | Kazaň, Rusko             | Pevný (i) | Jürgen Zopp      | 6–7(4–7), 6–7(4–7)  |
| Výhra    | 4.  | 17. února 2013     | Quimper, Francie         | Pevný     | Marc Gicquel     | 7–6(11–9), 6–4      |
| Prohra   | 5.  | červen 2013        | Arad, Rumunsko           | antuka    | Adrian Ungur     | 4–6, 6–7(3–7)       |
| Prohra   | 6.  | červenec 2013      | Guimaraes, Portugalsko   | tvrdý     | Joao Sousa       | 3–6, 0–6            |
| Prohra   | 7.  | 27. září 2015      | Izmir, Turecko           | Pevný     | Lukáš Lacko      | 3–6, 6–7 (5-7)      |
| Prohra   | 8.  | 12. června 2016    | Surbiton, Velká Británie | Tráva     | Lu Yen-hsun      | 5–7, 6–7 (11–13)    |
| Výhra    | 9.  | 30. října 2016     | Hungarian Open, Maďarsko | Pevný (i) | Steve Darcis     | 6–4, 6–2            |
| Prohra   | 10. | 13. listopadu 2016 | Slovak Open, Slovensko   | Pevný (i) | Norbert Gombos   | 6–7(8–10), 6–4, 3–6 |
| Prohra   | 11. | 8. října 2017      | OEC Kaohsiung, Taipei    | Pevný     | Evgeny Donskoy   | 6–7(0–7), 5–7       |
| Prohra   | 12. | 12. listopadu 2017 | Slovak Open, Slovensko   | Pevný (i) | Lukáš Lacko      | 4–6, 6–7(4–7)       |

### Čtyřhry: 5 (2–3)
| Legenda                   |
| ------------------------- |
| ATP Challenger Tour (2–3) |

| Výsledek | Č. | Datum           | Turnaj            | Povrch | Spoluhráč               | Protihráč                         | Přehled setů            |
| -------- | -- | --------------- | ----------------- | ------ | ----------------------- | --------------------------------- | ----------------------- |
| Výhra    | 1. | 8. září 2012    | Brașov, Rumunsko  | Antuka | Victor Crivoi           | Andrei Ciumac Oleksandr Nedověsov | 6–7(8–10), 6–4, [12–10] |
| Prohra   | 2. | 20. června 2014 | Binghampton, USA  | Pevný  | Serhij Stachovskyj      | Daniel Cox Daniel Smethurst       | 7–6(7–3), 2–6, [6–10]   |
| Prohra   | 3. | 28. září 2014   | Sibiu, Rumunsko   | Antuka | Alexandru-Daniel Carpen | Potito Starace Adrian Ungur       | 5–7, 2–6                |
| Prohra   | 4. | 18. září 2016   | Istanbul, Turecko | Pevný  | Marco Chiudinelli       | Sadio Doumbia Calvin Hemery       | 4–6, 3–6                |
| Výhra    | 5. | 25. září 2016   | İzmir, Turecko    | Pevný  | Marco Chiudinelli       | Sadio Doumbia Calvin Hemery       | 6–4, 6–4                |

## Výsledky ve dvouhře na časové ose
| Turnaj                | 2005 | 2006 | 2007 | 2008 | 2009 | 2010 | 2011 | 2012 | 2013 | 2014 | 2015 | 2016 | 2017 | 2018 | 2019 | 2020 | 2021 | W–L  |
| --------------------- | ---- | ---- | ---- | ---- | ---- | ---- | ---- | ---- | ---- | ---- | ---- | ---- | ---- | ---- | ---- | ---- | ---- | ---- |
| Grand Slamové turnaje |      |      |      |      |      |      |      |      |      |      |      |      |      |      |      |      |      |      |
| Australian Open       | A    | A    | A    | A    | A    | A    | A    | A    | Q1   | Q2   | 2R   | Q2   | Q1   | 1R   | 2R   | Q2   | Q1   | 2-3  |
| French Open           | A    | A    | A    | A    | A    | A    | Q2   | A    | Q1   | Q2   | Q3   | Q3   | 1R   | 1R   | 1R   | Q1   | Q1   | 0-3  |
| Wimbledon             | A    | A    | A    | A    | A    | A    | A    | A    | A    | Q2   | Q2   | 1R   | 1R   | 1R   | 1R   | n    | Q2   | 0-4  |
| US Open               | A    | A    | A    | A    | A    | A    | Q2   | Q3   | Q1   | Q1   | Q2   | Q1   | 1R   | 1R   | 2R   | A    |      | 1-3  |
| Výsledek              | 0–0  | 0–0  | 0–0  | 0–0  | 0–0  | 0–0  | 0–0  | 0–0  | 0–0  | 0–0  | 1–1  | 0–1  | 0–3  | 0–4  | 2–4  | 0–0  | 0–0  | 3–13 |

### Výhry nad TOP 10 hráči v žebříčku ATP
| Season | 2018 | 2019 | Celkem |
| výher  | 2    | 0    | 2      |

| #                   | Protihráč        | Žebříček ATP | Událost            | Povrch    | Rd | Výsledek           | MC Rank |
| ------------------- | ---------------- | ------------ | ------------------ | --------- | -- | ------------------ | ------- |
| 2018 ATP World Tour |                  |              |                    |           |    |                    |         |
| 1.                  | Marin Čilić      | 6            | Basilej, Švýcarsko | Pevný (i) | 2R | 7–5, 7–6(7–2)      | 93      |
| 2.                  | Alexander Zverev | 5            | Basilej, Švýcarsko | Pevný (i) | SF | 6–3, 6–7(6–8), 6–4 | 93      |

## Davis Cup

### Dvouhra(10–5)
| Ročník                                | Kolo  | Datum                 | Soupeř          | Povrch    | Protihráči              | Výsledek  | Přehled setů                        |
| ------------------------------------- | ----- | --------------------- | --------------- | --------- | ----------------------- | --------- | ----------------------------------- |
| Davis Cup 2009 – baráž                | PO    | 18.–20. září 2009     | Švédsko         | Pevný (i) | Andreas Vinciguerra     | Výhra     | 4–6 ret.                            |
| 2010 Europe/Africa Zone Group I       | QF    | 7.–8. května 2010     | Ukrajina        | Antuka    | Ivan Sergejev           | Nedohráno | 4–6, 2–1                            |
| Davis Cup 2011 – baráž                | PO    | 16.–18. září 2011     | Česká republika | Antuka    | Lukáš Rosol             | Prohra    | 4–6, 6–7(2–7)                       |
| 2012 Europe/Africa Zone Group I       | 1R PO | 14.–16. září 2012     | Finsko          | Pevný (i) | Harri Heliövaara        | Výhra     | 3–6, 6–4, 6–2, 6–4                  |
| 2012 Europe/Africa Zone Group I       | 1R PO | 14.–16. září 2012     | Finsko          | Pevný (i) | Jarkko Nieminen         | Prohra    | 3–6, 5–7, 6–1, 6–7(4–7)             |
| 2013 Europe/Africa Zone Group I       | 1R    | 1.–3. února 2013      | Dánsko          | Pevný (i) | Frederik Nielsen        | Výhra     | 6–3, 7–6(9–7), 6–4                  |
| 2013 Europe/Africa Zone Group I       | 1R    | 1.–3. února 2013      | Dánsko          | Pevný (i) | Christoffer Kønigsfeldt | Výhra     | 6–4, 6–3                            |
| 2013 Europe/Africa Zone Group I       | 2R    | 5.–7. dubna 2013      | Nizozemí        | Pevný     | Thiemo de Bakker        | Prohra    | 6–7(3-7), 6–7(2–7)                  |
| Davis Cup 2014 – zóna Evropy a Afriky | 1R PO | 12.–14. září 2014     | Švédsko         | Antuka    | Elias Ymer              | Výhra     | 6-2, 6-3, 6-2                       |
| 2015 Europe/Africa Zone Group I       | 1R    | 6.–8. března 2015     | Izrael          | Pevný (i) | Dudi Sela               | Výhra     | 6–7(3–7), 7–6(7–3), 6–4, 6-2        |
| 2015 Europe/Africa Zone Group I       | 1R    | 6.–8. března 2015     | Izrael          | Pevný (i) | Bar Tzuf Botzer         | Výhra     | 7–6(7–3), 6–3                       |
| 2015 Europe/Africa Zone Group I       | 2R    | 17.–19. července 2015 | Slovensko       | Antuka    | Norbert Gombos          | Výhra     | 7–6(7–5), 6–7(6–8), 6–4, 7–6(12–10) |
| 2015 Europe/Africa Zone Group I       | 2R    | 17.–19. července 2015 | Slovensko       | Antuka    | Martin Kližan           | Prohra    | 7–6(7–3), 6–3                       |
| 2016 Europe/Africa Zone Group I       | 1R    | 4.–6. března 2016     | Slovinsko       | Pevný (i) | Blaž Rola               | Výhra     | 7-5, 6-3, 7–6(7–5)                  |
| 2016 Europe/Africa Zone Group I       | 1R    | 4.–6. března 2016     | Slovinsko       | Pevný (i) | Tomislav Ternar         | Výhra     | 6-3, 6–3                            |
| 2016 Europe/Africa Zone Group I       | 2R    | 15.–17. července 2016 | Španělsko       | Pevný     | Feliciano López         | Prohra    | 6–7(7-7), 7-5, 4-6, 6-3, 3-6        |

### Čtyřhra (2–1)
| Ročník                                | Kolo | Datum                     | Spoluhráč   | Soupeř          | Povrch    | Protihráči                   | Výsledek | Přehled setů                           |
| ------------------------------------- | ---- | ------------------------- | ----------- | --------------- | --------- | ---------------------------- | -------- | -------------------------------------- |
| Davis Cup 2009 – Světová skupina      | 1R   | 6.–8. března 2009         | Horia Tecău | Rusko           | Pevný (i) | Marat Safin Dmitrij Tursunov | Výhra    | 4–6, 6–7(2–7), 7–6(7–4), 7–6(7–5), 6–4 |
| Davis Cup 2011 – baráž                | PO   | 16.–18. září 2011         | Horia Tecău | Česká republika | Antuka    | Tomáš Berdych Radek Štěpánek | Prohra   | 6–3, 3–6, 0–6, 2–6                     |
| Davis Cup 2014 – zóna Evropy a Afriky | 1R   | 31. ledna – 2. února 2014 | Horia Tecău | Ukrajina        | Pevný     | Sergej Bubka Denys Molčanov  | Výhra    | 5–7, 6–3, 6–4, 6–4                     |